# Kirschblütenrennen
Le Kirschblütenrennen (en français : « Course des Cerisiers en Fleurs ») est une course autrichienne disputée sur une journée autour de la localité de Wels. Créée en 1965, il s'agit de l'une des plus anciennes compétitions cyclistes du pays,. Elle est habituellement organisée au début du printemps, lorsque les cerisiers commencent à entrer dans leur période de floraison.  
En 2024, la course fait partie du calendrier de l'UCI Europe Tour en catégorie 1.2. Des épreuves sont également ouvertes aux femmes et aux cyclistes d'une autre catégorie d'âge ou de statut. 

## Palmarès

### Hommes

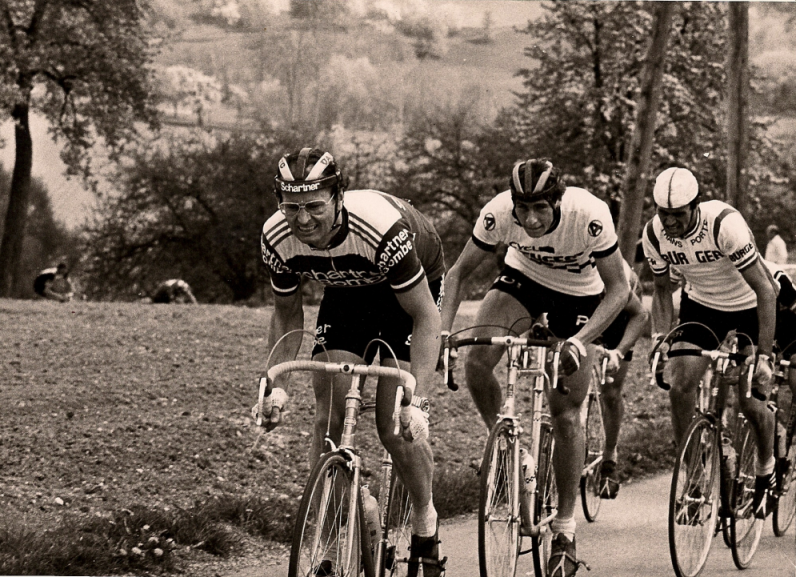
Photo prise sur l'édition 1977

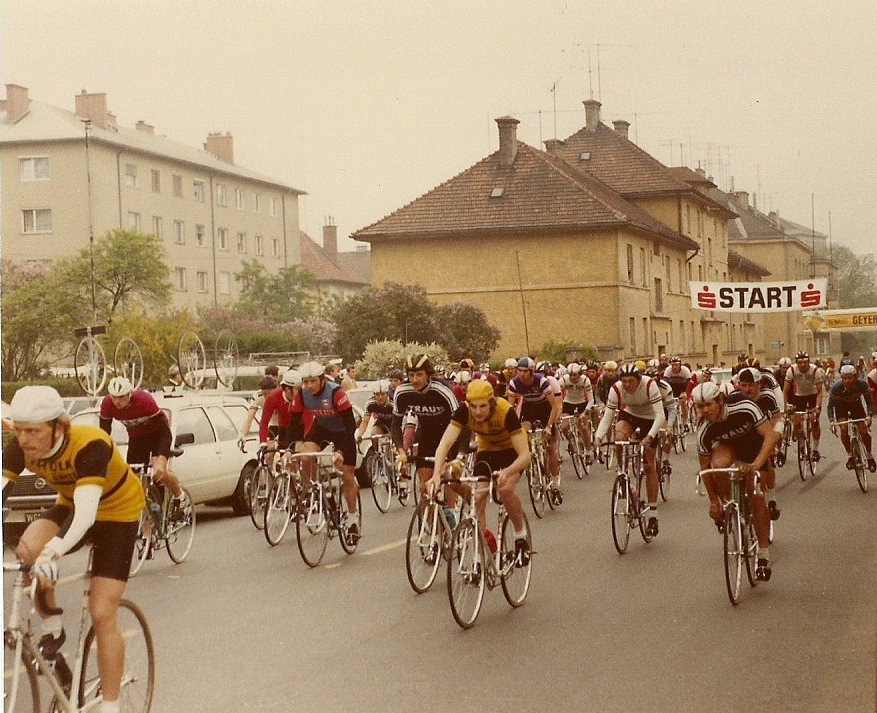
Départ de l'édition 1982

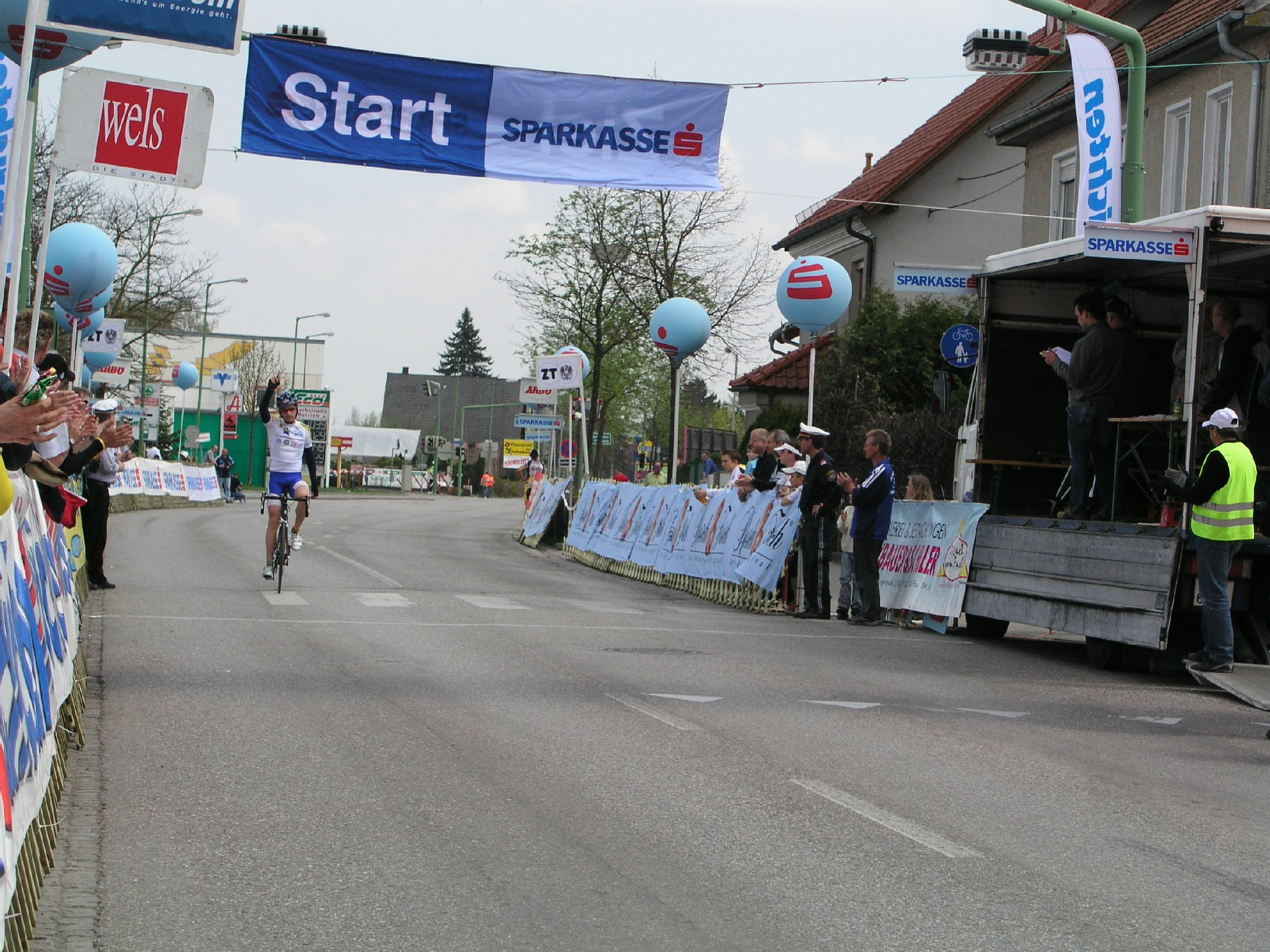
Franz Grassmann lors de sa victoire sur l'édition 2006.

| Année | Vainqueur             | Deuxième              | Troisième             |
| ----- | --------------------- | --------------------- | --------------------- |
| 1965  | Roman Humenberger     |                       |                       |
| 1966  | Johann Wiesinger      |                       |                       |
| 1967  | Pas organisé          | Pas organisé          | Pas organisé          |
| 1968  | Herbert Kiscina       |                       |                       |
| 1969  | Rolf Eberl            |                       |                       |
| 1970  | Franz Wiesinger       |                       |                       |
| 1971  | Franz Bachmaier       |                       |                       |
| 1972  | Hans Oberndorfer      |                       |                       |
| 1973  | Ludwig Kretz          |                       |                       |
| 1974  | Pas organisé          | Pas organisé          | Pas organisé          |
| 1975  | Siegfried Denk        |                       |                       |
| 1976  | Ludwig Kretz          |                       |                       |
| 1977  | Wolfgang Priglhofer   |                       |                       |
| 1978  | Herbert Spindler      |                       |                       |
| 1979  | Reinhard Waltenberger |                       |                       |
| 1980  | Hermann Mandler       |                       |                       |
| 1981  | Johann Lienhart       |                       |                       |
| 1982  | Christian Majnaric    |                       |                       |
| 1983  | Kurt Zellhofer        |                       |                       |
| 1984  | Andreas Blümel        |                       |                       |
| 1985  | Arno Wohlfahrter (de) |                       |                       |
| 1986  | Arno Wohlfahrter (de) |                       |                       |
| 1987  | Johann Traxler (de)   |                       |                       |
| 1988  | Dietmar Hauer (de)    |                       |                       |
| 1989  | Mario Traxl (de)      |                       |                       |
| 1990  | Richard Koberna       |                       |                       |
| 1991  | Heinz Marchel         |                       |                       |
| 1992  | Jozef Regec           |                       |                       |
| 1993  | Armin Purner          |                       |                       |
| 1994  | Armin Purner          |                       |                       |
| 1995  | Josef Lontscharitsch  |                       |                       |
| 1996  | Franz Stocher         |                       |                       |
| 1997  | Peter Pichler (de)    |                       |                       |
| 1998  | Vladimír Sádlo        |                       |                       |
| 1999  | Florian Wiesinger     |                       |                       |
| 2000  | Friedrich Berein      |                       |                       |
| 2001  | Friedrich Berein      | Jürgen Pauritsch (de) | Christian Pfannberger |
| 2002  | Stefan Rucker         |                       |                       |
| 2003  | Jochen Summer (de)    | Harald Morscher       | Ralph Scherzer        |
| 2004  | Paul Kasis            | Adam Hansen           | Adam Homolka (de)     |
| 2005  | Jochen Summer (de)    | Petr Herman           | Róbert Nagy           |
| 2006  | Peter Pichler (de)    | Martin Hebík          | Ján Valach            |
| 2007  | Peter Pichler (de)    | Mario Höller          | Matthias Schröger     |
| 2008  | Sergiy Lagkuti        | Vitaliy Popkov        | Jochen Summer (de)    |
| 2009  | Werner Riebenbauer    | Petr Lechner          | Tobias Erler          |
| 2010  | Milan Kadlec          | Tobias Erler          | Adam Homolka (de)     |
| 2011  | Dejan Bajt            | Florian Bissinger     | Péter Kusztor         |
| 2012  | Stefan Rucker         | Vojtěch Hačecký       | Riccardo Zoidl        |
| 2013  | Riccardo Zoidl        | Alois Kaňkovský       | Jan Sokol             |
| 2014  | Christopher Hatz      | Alexander Grad        | Florenz Knauer        |
| 2015  | Jan Tratnik           | Marek Čanecký         | Andi Bajc             |
| 2016  | Daniel Schorn         | Patrick Gamper        | Maximilian Kuen       |
| 2017  | Matej Mugerli         | Riccardo Zoidl        | Andi Bajc             |
| 2018  | Jannik Steimle        | Rok Korošec           | Timon Loderer         |
| 2019  | Dušan Rajović         | Andi Bajc             | Maximilian Kuen       |
| 2020  | Annulé                | Annulé                | Annulé                |
| 2021  | Matevž Govekar        | Felix Groß            | Leslie Lührs          |
| 2022  | Rainer Kepplinger     | Matthias Reutimann    | Florian Kierner       |
| 2023  | Jaka Primožič         | Daniel Federspiel     | Lukas Rüegg           |
| 2024  | Lukáš Kubiš           | Emanuel Zangerle      | Roger Kluge           |
| 2025  | Alexander Konychev    | Jon Knolle            | Fabian Steininger     |

### Femmes
| Année | Vainqueur        | Deuxième              | Troisième       |
| ----- | ---------------- | --------------------- | --------------- |
| 2022  | Lydia Ventker    | Kathrin Schweinberger | Corinna Lechner |
| 2023  | Réka Tóth        | Nela Slaníková        | Barbora Němcová |
| 2024  | Petra Zsankó     | Jana Gigele           | Eva Schien      |
| 2025  | Katharina Sadnik | Barbora Němcová       | Amalie Cooper   |

### Juniors Hommes
| Année | Vainqueur              | Deuxième              | Troisième            |
| ----- | ---------------------- | --------------------- | -------------------- |
| 2003  | Dominik Piringer       | Norbert Dürauer (de)  | Andreas Graf         |
| 2004  | Matthias Hinterleitner | Georg Tazreiter (de)  | Andreas Simon        |
| 2005  | Matthias Krizek        | Stefan Pfandl         | Franz Grassmann (de) |
| 2006  | Matthias Krizek        | Robel Tedros          | Riccardo Zoidl       |
| 2007  | Dominik Brändle        | Stefan Riepan         | Martin Gaber         |
| 2008  | David Wöhrer (de)      | Hannes Kapeller       | Patrick Ladner       |
| 2009  | Marco Haller           | Pavel Gorenc          | Andreas Hofer        |
| 2010  | Felix Spensberger      | Lukas Pöstlberger     | Michael Fürweger     |
| 2011  | Michael Taferner       | Yannick Achterberg    | Michael Gogl         |
| 2012  | Julian Schulze         | Florian Nowak (de)    | Gregor Mühlberger    |
| 2013  | Alexander Wachter      | Oliver Mattheis       | Filip Čengić         |
| 2014  | ?                      | ?                     | ?                    |
| 2015  | Marcel Neuhauser       | Christian König       | Patrick Gamper       |
| 2016  | Žiga Horvat            | Barnabás Peák         | Christian König      |
| 2017  | Petr Klabouch          | Florian Kierner       | Mario Gamper         |
| 2018  | Fabian Steininger      | Paul Bleyer           | Jakob Reiter         |
| 2019  | Maximilian Kabas       | Ádám Bajorfi          | Paul Buschek         |
| 2020  | annulé                 | annulé                | annulé               |
| 2021  | Alexander Hajek        | Benjamin Eckerstorfer | Luis-Joe Lührs       |
| 2022  | Benjamin Eckerstorfer  | Gergely Erdös         | Jan Porizka          |
| 2023  | Ramazan Yılmaz (en)    | Filip Samec           | Matyáš Polák         |
| 2024  | Paul Viehböck          | Valentin Poschacher   | Johannes Kosch       |
| 2025  | Jakob Neumann          | Michael Ortner        | Michael Hettegger    |